# Окаев, Каби Окаевич
Каби Окаевич Окаев (2 сентября 1929, Денгизский район, Гурьевская область, Казахская ССР — 22 декабря 2017 Алматы, Казахстан) — советский и казахстанский учёный — экономист, основатель Университета Нархоз. Заслуженный работник Казахстана. доктор экономических наук (1975), профессор (1978). академик Академии наук высшей школы Казахстана.

## Биография
Родился 2 сентября 1929 г. Денгизский район, Гурьевская область, Казахская ССР.
В 1959 году окончил Казахский государственный университет им. С. М. Кирова.

## Трудовой деятельности
- 1945—1959 гг — Колхозник, счетовод, главный бухгалтер колхоза
- 1959—1963 гг — Преподаватель, заместитель декана, старший преподаватель Казахского государственного университета
- С 1969 г — Декан, старший преподаватель, доцент, заведующий кафедрой экономики промышленности АИНХ-КазГАУ

## Научные, литературные труды
- Автор книг «Полный хозрасчет и основные фонды и промышленности» (1971), «Основные фонды и эффективность промышленного производства» (1977), «Экономика промышленного предприятия в условиях рынка» (1994, в соавт.), более 180 научных публикаций.

## Учёное звание
- 1975 — доктор экономических наук
- 1978 — профессор
- С 1995 — академик Академии наук высшей школы Республики Казахстан

## Награды и звания
- 1986 — Орден «Знак Почёта»
- 1986 — Медаль «Ветеран труда»
- Почетные грамоты Верховный Совет Казахской ССР
- Отличник высшего образования СССР
- 1995 — присвоено почетное звание «Заслуженный работник Республики Казахстана»
- 2009 — Орден Парасат[2][3]
- отличник образования Республики Казахстан
- почетный работник образования Республики Казахстан